# Tetanocera elata
Tetanocera elata är en tvåvingeart som först beskrevs av Fabricius 1781.  Tetanocera elata ingår i släktet Tetanocera och familjen kärrflugor. Arten är reproducerande i Sverige. Inga underarter finns listade i Catalogue of Life.